# FreeSync
FreeSync – technologia stosowana w monitorach LCD, która synchronizuje częstotliwość odświeżania monitora z szybkością generowania obrazów przez procesor karty graficznej.
Technologia ta została opracowana przez firmę AMD jako odpowiedź na konkurencyjny G-Sync, jednak w przeciwieństwie do konkurencji nie wymaga ona opłat licencyjnych. FreeSync ma za zadanie wyeliminować artefakty obrazu pojawiające się na monitorze w czasie wyświetlania animacji komputerowej bądź filmu, takie jak stuttering czy tearing. Technologia ta pozwala na pracę w zakresie częstotliwości odświeżania monitora od 9 do 240 Hz i funkcjonuje, gdy monitor podłączony jest przez port HDMI lub DisplayPort.
W przeciwieństwie do v-sync oraz G-Sync, nie wpływa na wydajność.